# Muda Lawal
Mudashiru Babatunde Lawal –detto Muda– (Abeokuta, 8 giugno 1954 – Ibadan, 6 luglio 1991) è stato un calciatore nigeriano, di ruolo centrocampista.

## Carriera

### Club
Trascorse tutta la carriera nel campionato nigeriano. Ha lavorato come meccanico automobilistico prima che i suoi talenti calcistici venissero scoperti e ha fatto il suo debutto in nazionale nel 1975. Lo stesso anno, è entrato a far parte dello Shooting Stars F.C. di Ibadan, dove avrebbe suonato per molti anni. Nel 1976, ha aiutato il club a vincere il suo primo titolo continentale, vincendo la Coppa d'Africa, la prima squadra nigeriana a farlo. Nel 1985 la squadra del club è stata sciolta da un governatore militare. Muda è tornato in squadra quattro stagioni dopo come assistente allenatore / giocatore.

### Nazionale
Muda ha esordito in nazionale nel 1975, ha vinto 86 presenze e ha segnato 12 gol per il suo paese; detiene il record di essere l'unico giocatore del continente ad aver partecipato a cinque finali consecutive di Coppa delle Nazioni (1976-1984). Lawal ha guidato la Nigeria al suo primo titolo di Coppa delle Nazioni Africane, alla Coppa delle Nazioni Africane del 1980. La squadra ha anche gareggiato alle Olimpiadi estive dello stesso anno.

## Palmarès

### Nazionale
- Coppa d'Africa: 1

Nigeria 1980